# Vardanes I Mamicônio
Vardanes I (em latim: Vardanes; em grego: Βαρδάνης, Bardánēs; em armênio: Վարդան, Vardan; em parta: *Vardān) foi um príncipe armênio do século IV da família Mamicônio, ativo durante o reinado dos reis Tigranes VII (r. 339–350) e Ársaces II (r. 350–368). Sabe-se que auxiliou os herdeiros de alguns clãs nobres (nacarares) com os quais Tigranes tinha rixas e serviu como emissário de Ársaces a Genelo, seu sobrinho, com quem também teve problemas. No contexto das investidas de Sapor II (r. 309–379), apoiou o partido pró-parta que gostaria que a Armênia fosse incorporada no Império Sassânida.

## Nome
Vardanes (Βαρδάνης, Bardánēs) ou Vardânio (em latim: Vardanius; em grego: Βαρδάνιος, Bardánios) é a forma latina do persa médio Vardã (*Wardān), que pode ter derivado do parta vard- (em iraniano antigo *vr̥da-), "rosa", ou do iraniano antigo vard-, "virar". Foi registrado em grego como Ordanes (Ὀρδάνης, Ordánēs), Ordones (Ὀρδωνης, Ordōnēs) e Uardanes (Οὐαρδάνες, Ouardánēs), em aramaico de Hatra (wrdn) e armênio como Vardã (Վարդան, Vardan) e em georgiano como Vardã (em georgiano: ვარდან), Vardan) e Vardém (ვარდენ, Varden). Durante o Império Bizantino, por vezes foi usado como sinônimo do aparentado Bardas, a helenização do armênio Varde.

## Vida

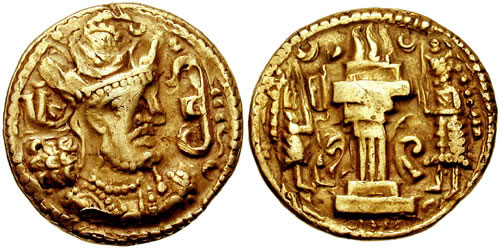
Dinar de r.

Segundo Christian Settipani, nasceu por volta de 320 e era filho de Amazaspes, que por sua vez era filho de Artavasdes I,  enquanto que para Cyril Toumanoff era filho de Artavasdes II. Em ambos os casos, é irmão de Vasaces I e Vaanes, o Apóstata. É citado pela primeira vez quando deu abrigo em Taique a Vasaces e Artavasdes, que resgataram Tazates Restúnio e Savaspes Arzerúnio do rei Tigranes VII (r. 339–350), que estava obstinado a destruir as famílias Restúnio e Arzerúnio. No tempo de Ársaces II (r. 350–368), os domínios de Vardanes e Vasaces foram restituídos e Vardanes se tornou o novo líder de seu clã. Em 358, esteve na embaixada a Constantinopla na qual foram libertados Genelo e Tirito, os primos do rei, e presentes foram enviados sob os cuidados de Vardanes e os nobres que o acompanharam.
Quando eclodiu a disputa entre Ársaces e Genelo, foi enviado pelo rei para persuadir Genelo a voltar à corte, uma desculpa para que se apresentasse às tropas reais e fosse morto. No encontro, disse: "[O rei] não quer passar a festa de Navassarde sem ti. Está bem disposto e gentil contigo, pois apesar de palavras dos caluniadores, não encontrou nenhum mal em ti. Se convenceu de que era errado te odiar, pois é merecedor de afeição". Mais tarde, no contexto dos conflitos entre romanos e persas pela posse da Armênia, tornou-se líder do partido pró-persa que queria a conquista do país pelo xainxá Sapor II (r. 309–379). Por iniciativa da rainha Farranzém e Vasaces, sua execução foi ordenada pelo rei. Ele foi morto no castelo de Eracani, talvez em cerca de 365. Nisso, Vasaces tornou-se assim o líder de sua família.

## Posteridade
Segundo Cyril Toumanoff, Vardanes era pai de:
- Vardanes, que morreu jovem;
- Sanducte, que casou-se com o católico Narses I, o Grande

Christian Settipani não menciona Sanductes, mas especula uma outra filha, Vardanois (Vardanoyš), esposa de Manuel Mamicônio.